# Okręg wyborczy nr 45 do Senatu Rzeczypospolitej Polskiej
Okręg wyborczy nr 45 do Senatu Rzeczypospolitej Polskiej obejmuje obszar części miasta na prawach powiatu Warszawy (województwo mazowieckie) – dzielnice: Bemowo, Ochota, Ursus, Włochy i Wola. Wybierany jest w nim 1 senator na zasadzie większości względnej.
Utworzony został w 2011 na podstawie Kodeksu wyborczego. Po raz pierwszy zorganizowano w nim wybory 9 października 2011. Wcześniej obszar okręgu nr 45 należał do okręgu nr 18.
Siedzibą okręgowej komisji wyborczej jest Warszawa.

## Reprezentant okręgu
| Rok  | Rok  | Senator           | Komitet wyborczy                           |
| ---- | ---- | ----------------- | ------------------------------------------ |
|      | 2011 | Aleksander Pociej | Platforma Obywatelska RP                   |
| 2015 |      | Aleksander Pociej | Platforma Obywatelska RP                   |
|      | 2019 | Aleksander Pociej | KKW Koalicja Obywatelska PO .N iPL Zieloni |
|      | 2023 | Magdalena Biejat  | Nowa Lewica                                |

## Wyniki wyborów
Symbolem „●” oznaczono senatora ubiegającego się o reelekcję.

### Wybory parlamentarne 2011
| Kandydat                                                                                      | Kandydat           | Komitet wyborczy             | Głosów | Głosów | Głosów |
| Kandydat                                                                                      | Kandydat           | Komitet wyborczy             | Liczba | %      | +/–    |
| --------------------------------------------------------------------------------------------- | ------------------ | ---------------------------- | ------ | ------ | ------ |
|                                                                                               | Aleksander Pociej  | Platforma Obywatelska RP     | 99 358 | 45,19  | –      |
|                                                                                               | Krzysztof Bielecki | Prawo i Sprawiedliwość       | 70 315 | 31,98  | –      |
|                                                                                               | Danuta Waniek      | Sojusz Lewicy Demokratycznej | 50 197 | 22,83  | –      |
| Frekwencja: 66,96% Liczba głosów ważnych: 219 870 (96,70%) Źródło: Państwowa Komisja Wyborcza |                    |                              |        |        |        |

### Wybory parlamentarne 2015
| Kandydat                                                                                      | Kandydat            | Komitet wyborczy         | Głosów  | Głosów | Głosów |
| Kandydat                                                                                      | Kandydat            | Komitet wyborczy         | Liczba  | %      | +/–    |
| --------------------------------------------------------------------------------------------- | ------------------- | ------------------------ | ------- | ------ | ------ |
|                                                                                               | Aleksander Pociej ● | Platforma Obywatelska RP | 100 445 | 45,09  | –0,10  |
|                                                                                               | Krzysztof Bielecki  | Prawo i Sprawiedliwość   | 80 513  | 36,14  | +4,16  |
|                                                                                               | Piotr Waglowski     | KWW Piotra Waglowskiego  | 22 719  | 10,20  | –      |
|                                                                                               | Anna Kalata         | KWW Kalata dla Polski    | 19 105  | 8,58   | –      |
| Frekwencja: 67,65% Liczba głosów ważnych: 222 782 (95,81%) Źródło: Państwowa Komisja Wyborcza |                     |                          |         |        |        |

### Wybory parlamentarne 2019
| Kandydat                                                                                      | Kandydat            | Komitet wyborczy                           | Głosów  | Głosów | Głosów |
| Kandydat                                                                                      | Kandydat            | Komitet wyborczy                           | Liczba  | %      | +/–    |
| --------------------------------------------------------------------------------------------- | ------------------- | ------------------------------------------ | ------- | ------ | ------ |
|                                                                                               | Aleksander Pociej ● | KKW Koalicja Obywatelska PO .N iPL Zieloni | 175 660 | 67,06  | +21,97 |
|                                                                                               | Piotr Radziszewski  | Prawo i Sprawiedliwość                     | 86 289  | 32,94  | –3,20  |
| Frekwencja: 76,72% Liczba głosów ważnych: 261 949 (96,86%) Źródło: Państwowa Komisja Wyborcza |                     |                                            |         |        |        |

### Wybory parlamentarne 2023
| Kandydat                                                                                      | Kandydat         | Komitet wyborczy       | Głosów  | Głosów | Głosów |
| Kandydat                                                                                      | Kandydat         | Komitet wyborczy       | Liczba  | %      | +/–    |
| --------------------------------------------------------------------------------------------- | ---------------- | ---------------------- | ------- | ------ | ------ |
|                                                                                               | Magdalena Biejat | Nowa Lewica            | 204 934 | 72,40  | –      |
|                                                                                               | Michał Grodzki   | Prawo i Sprawiedliwość | 78 128  | 27,60  | –5,34  |
| Frekwencja: 84,69% Liczba głosów ważnych: 283 062 (96,23%) Źródło: Państwowa Komisja Wyborcza |                  |                        |         |        |        |